# Saša Imprić
Saša Imprić (Zagreb, Yugoslavia, 9 de enero de 1986) es un deportista croata que compitió en natación. Ganó una medalla de plata en el Campeonato Europeo de Natación en Piscina Corta de 2007, en la prueba de 200 m estilos.

## Palmarés internacional
| Campeonato Europeo en Piscina Corta | Campeonato Europeo en Piscina Corta | Campeonato Europeo en Piscina Corta | Campeonato Europeo en Piscina Corta |
| Año                                 | Lugar                               | Medalla                             | Prueba                              |
| ----------------------------------- | ----------------------------------- | ----------------------------------- | ----------------------------------- |
| 2007                                | Debrecen (Hungría)                  | Medalla de plata                    | 200 m estilos                       |